# Мишак уральський
Мишак уральський, або «миша лісова мала» (Sylvaemus uralensis) — невелика тварина з родини Мишові ряду Гризуни.

## Історія опису
Вид описано як Mus sylvaticus ver. Uralensis (Pallas, 1811), і упродовж 170 років цей таксон залишався визнаним у ранзі підвиду «лісової миші». 1952 року чеські дослідники Й. Кратохвіл та Й. Росицький описали за матеріалами з Чехословаччини новий для Європи вид — Apodemus microps. Згодом, лише у 1980 році цей вид був відмічений на заході України Н. Полушиною за матеріалами зі Львівщини, а потім і О. Корчинським для Закарпаття. Подальша ревізія зразків з різних регіонів колишнього СРСР дозволила ідентифікувати вид у низці нових місцезнаходжень і, врешті, визнати, що більшість описів «лісової миші» з СРСР відноситься не до Sylvaemus sylvaticus, а до цього нового виду, Apodemus microps, який має бути переназваним (за правилом пріоритету назв) як Sylvaemus uralensis Pallas, 1811. Власне «лісова миша», надалі для уникнення плутанини було названо українською як «мишак європейський», як вдалося з'ясувати, є значно менш поширеним видом, найсхідніші знахідки якого сягають східних областей України і окремих районів прилеглих областей РФ. У сучасній російськомовній літературі назва «лісова» збережено для позначення дрібних Sylvaemus, власне для Sylvaemus uralensis (див. інтервікі).

## Опис тварини
Уральський мишак середнього розміру, але помітно більший за хатню мишу. Довжина тіла до 10 см. Хвіст приблизно дорівнює довжині тіла. Забарвлення верхньої частини тіла рудовато-сірий, черевце світле. На грудці у деяких представників може бути невелика жовта пляма. Голова та очі порівняно великі. Довжина вуха — 1,4—2,2 см. Довжина задньої ступні становить 1,8—2,35 см (зазвичай менше 2,3). Відносно маленький череп характеризується подовженою носовою частиною (довжина діастеми – 0,28 кондилобазальної довжини черепа).
Забарвлення верху тіла рудувато-сіре. Черевце світле. На грудях у деяких особин може бути невелика жовта пляма.

## Проживання
Мешкають в основному в широколистяних та мішаних лісах східної Європи, Туреччини, на Кавказі, північно-східному Казахстані, на Алтаї та в північно-західному Китаї (Сіньцзян-Уйгурський автономний район). 
Лісові мишаки надають перевагу відкритим ділянкам лісу. Крім лісів живуть також в степових та альпійських біотопах, на кам'янистих розсипах та культурних полях. На Памірі зустрічаються до висоти 3,5 км. Селяться в природні схованки, але можуть також рити нірки.

## Харчування
Харчуються як рослинною (насіння, зелені частини рослин), так і тваринною (комахи) їжею. Залежно від пори року в раціоні переважають той чи інший тип корму. Завдає серйозної шкоди, поїдаючи насіння та сходи дерев. Особливо сильно шкодить у плодових розсадниках та лісопосадках.

## Природні вороги
На лісових мишей полюють сови, лисиці, куниці лісови, горностаї, ласиці мали. Лисиці найчастіше полюють на дорослих мишей, тоді як сови віддають перевагу молодим особинам з менш розвиненою мускулатурою. Іноді на них полюють деякі види змій, великі комахоїдні птахи і навіть домашні кішки, що заблукали в ліс.

## Значення
Завдають серйозної шкоди, поїдаючи насіння та паростки дерев. Особливо сильно шкодять у садах та лісосмугах. Резервуар збудників кліщового енцефаліту, бруцельозу, туляремії, сибірки та деяких інших хвороб.